# Neodythemis pauliani
Neodythemis pauliani – gatunek ważki z rodziny ważkowatych (Libellulidae).